# José Castellanos Contreras
José Arturo Castellanos Contreras (23 décembre 1893 - 18 juin 1977) est un colonel et diplomate de l'armée salvadorienne qui, tout en travaillant comme consul général du Salvador à Genève pendant la Seconde Guerre mondiale, et en collaboration avec un homme d'affaires judéo-roumain nommé György Mandl, a participé au sauvetage d'environ 40 000 Juifs d'Europe centrale, la plupart de Hongrie, fuyant la persécution nazie en leur fournissant de faux certificats de citoyenneté salvadorienne.